# Kurt Wallander

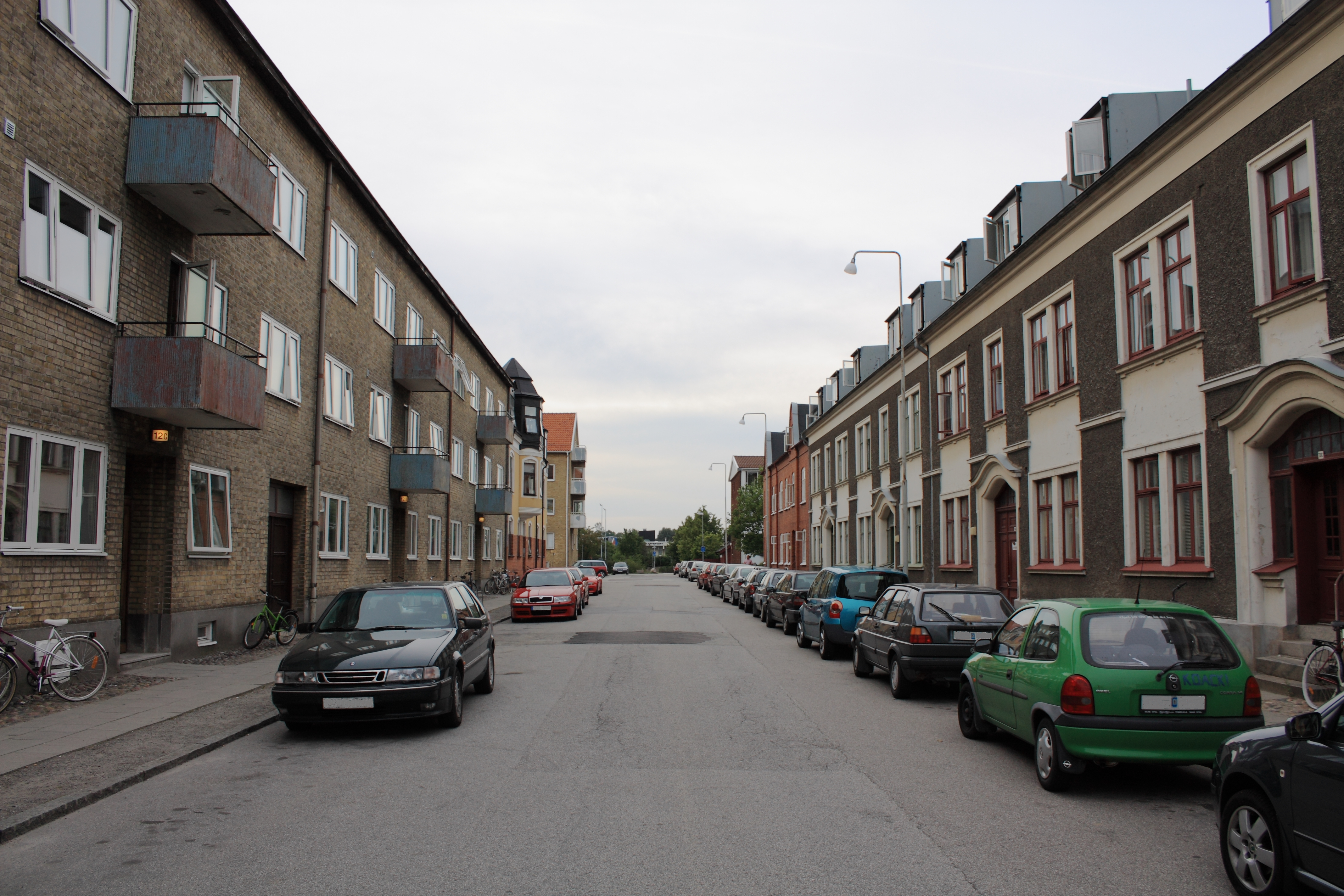
Carrer Mariagatan d'Ystad, on Henning Mankell situa l'habitatge de l'inspector Kurt Wallander.

Kurt Wallander és un personatge de ficció creat per Henning Mankell.
Wallander és un inspector de policia de la ciutat sueca d'Ystad, propera a Malmö, que apareix en una sèrie de novel·les negres escrites per Henning Mankell, i és un dels personatges europeus més famosos d'aquest gènere literari: fins i tot té el seu propi club de fans, en anglès.
A més, se n'ha fet una sèrie de televisió de tretze capítols, on Wallander és protagonitzat per l'actor Krister Henriksson. També hi apareixen Linda, la filla del detectiu (interpretada per Johanna Sällström), que acaba de sortir de l'Acadèmia de Policia, i Stefan Lindman (Ola Rapace), personatge central de la novel·la El retorn del professor de ball. La sèrie està produïda per Yellow Bird Films, en associació amb TV4, ARD/Degeto Films, Film i Skane, i la participació de Canal Plus, DR, TV2 Norge, MTV3, Svensk Filmindustri i Tobis Film.
Wallander també ha estat retratat a la pantalla pels actors Rolf Lassgård i Kenneth Branagh.

## Biografia
Al seu lloc web, Henning Mankell revela que el personatge de Kurt Wallander va néixer el 20 de maig de 1948. Com a jove policia, va ser gairebé assassinat quan un borratxo a qui estava interrogant el va apunyalar amb un ganivet de carnisser (això s'esmenta al relat del seu primer cas). Wallander es va casar una vegada, però la seva dona Mona el va abandonar i des de llavors ha tingut una relació difícil amb la seva única filla rebel, Linda, que gairebé no va sobreviure a un intent de suïcidi quan tenia quinze anys. També va tenir problemes amb el seu difunt pare, un artista que va pintar el mateix paisatge 7.000 vegades per guanyar-se la vida; L'ancià Wallander va desaprovar durament la decisió del seu fill de fer-se policia i se'n va burlar.
Wallander és un gran fan de l'òpera; mentre que al seu cotxe escolta regularment enregistraments de cantants d'òpera famosos com Maria Callas, i quan pot trobar temps va a representacions d'òpera, de vegades passant a Copenhaguen, Dinamarca amb aquest propòsit. En un moment de la seva vida, Wallander havia somiat triomfar a l'òpera, deixant el cos policial i convertint-se en l'empresari del seu amic, Sten Widén, un tenor que aspirava a cantar òpera. Però la veu de Widén no va ser prou bona i el somni va desaparèixer: una decepció aclaparadora en la vida de Wallander (com en la de Widén).
L'inspector Wallander té pocs amics íntims i és conegut pel seu estil poc desitjable; consumeix massa alcohol i menjar escombraria, fa molt poc exercici i, de vegades, lluita amb ràbia. Sovint considera els delictes que investiga com una cosa personal, llançant-se a atrapar criminals i anant contra les ordres dels seus superiors per intentar resoldre un cas, sovint amb efectes negatius sobre la seva estabilitat emocional.
Amb els anys, s'ha desil·lusionat cada cop més amb la seva feina i sovint es pregunta si hauria d'haver esdevingut oficial de policia. Una vegada va ser demandat falsament i assetjat per violència policial i continua vivint amb la culpabilitat d'haver disparat i assassinat un home a la boira, un acte que el va conduir a la depressió i que gairebé va provocar la seva dimissió. Les seves relacions amb els seus companys són provisionals; alternativament els sorprèn el seu intel·lecte i se senten frustrats per la seva manera brusca i les seves tàctiques agressives.
Després de la ruptura del seu matrimoni, va tenir una aventura amb Annette Brolin, la fiscal amb qui treballava en alguns casos, però ella estava casada i tenia fills i no es plantejava divorciar-se (" Faceless Killers "). En els anys posteriors, manté una relació romàntica una mica inconsistent amb Baiba Liepa, una dona de Riga, Letònia, a qui va conèixer mentre investigava un assassinat allà, fins que finalment abandona la relació. Al llarg de la sèrie se li ha diagnosticat diabetis i, al final de la seva carrera, pateix falles de memòria, descobrint que ha desenvolupat la malaltia d'Alzheimer, de la qual el seu pare també estava afectat.

## Novel·les protagonitzades per Kurt Wallander
(en ordre cronològic; entre parèntesis, la traducció catalana, quan hi és, amb l'any de publicació)
- 1991: Mördare utan ansikte (Assassins sense rostre, 2011)
- 1992: Hundarna i Riga (Els gossos de Riga, 2002)
- 1993: Den vita lejoninnan (La lleona blanca, 2003)
- 1994: Mannen som log (L'home que somreia, 2003)
- 1995: Villospår (La falsa pista, 2001)
- 1996: Dem femte kvinnan (La cinquena dona, 2012)
- 1997: Steget efter (Amb l'alè al clatell, 2004)
- 1998: Brandvägg (El tallafoc, 2004)
- 1999: Pyramiden (La piràmide, 2005), recull d'històries curtes[3]
- 2002: Innan frosten (Abans de la gelada, 2006), la primera d'una sèrie de tres novel·les protagonitzades per Linda Wallander, filla de l'inspector
- 2004: Het Graf publicada originalment en neerlandès ("Ossos al jardí", 2013)
- 2009: Den orolige mannen (L'home inquiet, 2009)